# Sindia
Sindia (sardisk: Sindìa) er en by og en kommune (comune) i provinsen Nuoro i regionen Sardinien i Italien. Byen ligger i 509 meters højde og har 1.717 indbyggere (2016). Kommunen har et areal på 58,57 km² og grænser til kommunerne Macomer, Pozzomaggiore, Sagama, Scano di Montiferro, Semestene og Suni.